# Тушоли
Тушоли (ингуш. Тушо́ли) — богиня весны и плодородия в языческой религии и мифологии чеченцев и ингушей. Покровительница женщин и детей. Дочь верховного бога Дела, сестра бога охоты Елты и бога мёртвых Эштра. Птица удод считалась вестником богини Тушоли. Ингуши и чеченцы называли удода «тушоли-котам».

## Символы

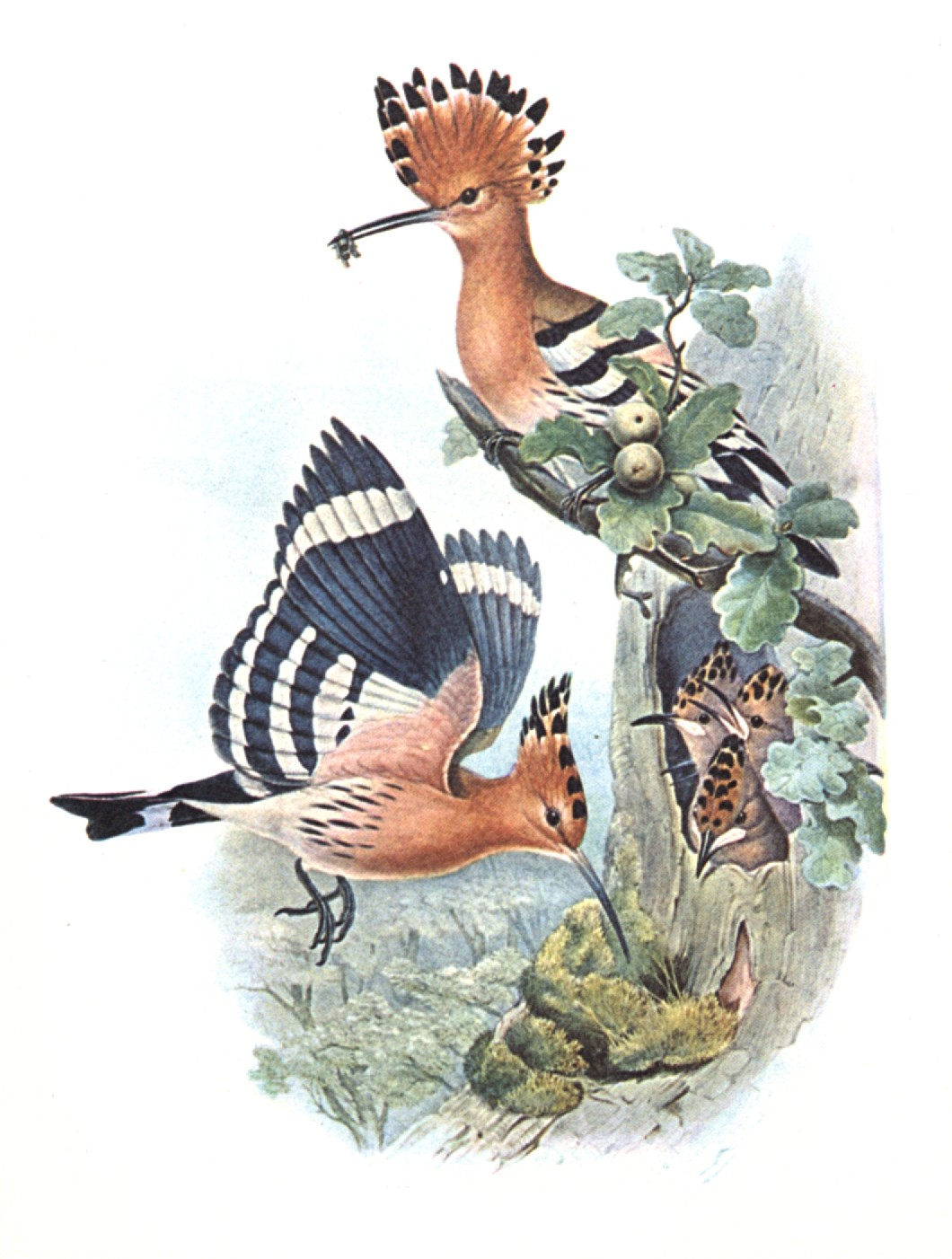
Джон Гульд Семья удодов (1837)

- Деревянная, либо серебряная поясная скульптура женщины со слезой на щеке. Также, во время обряда поклонения, жрец использовал посох с белым флагом и колокольчиками[2][3].
- Медная полумаска, служившая лицом идола Тушоли. Найдена Е.М Шиллингом в святилище села Кок.
- Удод — как символ Богини[1][3].

## Культ Тушоли
В её честь устраивались самые крупные и весёлые праздники. В ингушском календаре месяц апрель назывался в её честь — Тушоли. Богиня являлась также объектом поклонения бездетных женщин. Ингушетия отмечала праздник весны «Тушоли» в дни возвращения из тёплых стран птицы — удода (инг. «тушол-котам»), считавшейся спутницей богини Тушоли и почитаемой священной птицей.
Профессор Миллер упоминает о каменном здании Тушоли, находящемся в местности аула Махде Мецхальского общества. Оно имеет всего в длину 11 и в ширину 6 шагов. Самым священным местом считается угол на восточной стороне; сюда кладут нули, ставят восковые свечи, сосуды с пивом и т. п. Каждое общество, прибавляет Миллер, по-видимому, имело свой особый Тушоли. [Конечно, тут разумеется здания, а бог Тушоли. которому они посвящены, был один. После поклонения Тушоли местные жители ходили на гору Делите (Дели — «Бог», те — «верх»), на которой было несколько священных мест, а самое священное наверху, с железными крестами. Но что такое Тушоли — ни профессор Миллер, ни другие писатели не выяснили. Как я узнал от стариков, Тушоли — это святой или божество, признаваемое всеми 
ингушами и чеченцами без исключения; это один из главных ццу, имя которого упоминается и в клятвах, и во всех молитвах, даже если ингуши молились у другого святилища. По его имени называется даже месяц Тушоли-бут (апрель). В последнее воскресенье этого месяца, называемое Тушоли-кириде (воскресным Тушоли), ежегодно совершается в описанном святилище особое религиозное празднество в честь него. Тушоли особенно почитается женщинами. Они называют его Даьла йоI, что в буквальном переводе значит: «Божья дочь Тушоли». Горные ингуши восточной половины (галгаевцы, хамхинцы, цоринцы и акинцы) имели одно общее место для поклонения Тушоли возле селения Карт Хамхинского общества; а жители западных обществ (Мецхальского и Джераховского), а также и плоскостные ингуши сходились к святилищу между селениями Оби и Ляжги. Газбык говорит, что в святилище Тушоли Мецхальского общества прежде находилось несколько шестов с колокольчиками, посвященных цӏу, а также голубь и образ (фигура) женщины со слезами на глазах; то и другое сделано из жести (бронзы?). У этого цӏу женщины вымаливали сыновей.
Жрец (цӏайнсаг) просит за них, обратившись к цӏу с молитвою. 16 человек смотрели свет в цӏу, который посылается святым и проходит от одного святилища к другому. Видевший свет, снимая шапку, говорил: «Дай Бог ему в жертву быка!»
С тем, кто не почитает Тушоли, бывает дурно, непременно приключается несчастие, так как это — дух (тарам) Божий, указанный одарёнными стариками-ясновидцами. У галгайцев Тушоли был ещё в большем почёте, чем у мецхальцев. Для него выстроен отличный эльгыц, при котором находится постоянный жрец — цӏайнсаг. Приходящие на поклонение жертвуют деньги, которые идут на ремонт дороги, ведущей к Тушоли, и на угощение пришлых гостей, считающихся на попечении у жреца.
Вот что писал по этому поводу Б. К Далгат со слов жреца Ганыжа:

«В эльгыце находится отлитый из серебра идол женского пола, величиною с новорожденного ребёнка; это — изображение Тушоли. Под глазами у идола слёзы; народ говорит, что её изнасиловал Хьагӏар-ерда (покровитель пещер), вследствие чего она заплакала. К скале возле селения Берхай неизвестно кем вбиты железные крючки, висящие на гвоздях, на высоте трёх сажен от земли. У идола руки опущены вниз; сам он в стоячем положении, женские груди и отверстие свидетельствуют о том, что этот святой — женского пола, почему и становится понятным преимущественное почитание его женщинами. Величиною серебряный идол будет, говорит Ганыж, видевший его собственными глазами, с новорожденное дитя; толщина его тела — два обхвата распущенных пальцев. В последнее время жрец прячет идола у себя дома и приносит его в святилище в день празднества, дабы враги прежней веры, мусульмане, не похитили его и не осквернили».

Слова жреца Газбыка. Записал Б.К Далгат:

«В святилище Тушоли Мецхальского общества прежде находилось несколько шестов с колокольчиками, посвящённых ццу, а также голубь и образ (фигура) женщины со слезами на глазах; то и другое сделано из жести (бронзы?)».

На поклонение идолу ходили больше всего женщины и дети; они резали жертвенных животных, готовили пиво, араку, лепёшки. Жрец получал по две печёнки от баранов, сердце, треть хлеба и по одному ковшу араки. Женщины называли этого святого «золотым ццу» и говорили:

Худое мы будем откармливать для себя, а откормивши будем резать тебе (в жертву). Божье лицо, Тушоли, дай нам благодать свою. Мы, почитая твой срок, день, являемся к тебе; дай нам благополучие, чтобы мы могли постоянно приходить к тебе. Сделай так, чтобы неродившие родили детей, а родившихся оставь в живых. Пошли нам обильный урожай, пошли дождь масляный и солнце лекарственное (то есть исцеляющее) и т. д.

Словом, Тушоли является преимущественно богом деторождения или всякого приплода вообще. В лице этого бога, у которого имеется изображение в виде идола, мы встречаемся у ингушей с высшей формой языческого божества, так как идолы, настоящие идолы, а не фетиши, появляются у разных народов лишь на высшей ступени развития народной мифологии49. Здесь мы имеем антропоморфизацию божества, проявившуюся сверх того в искусстве. Подобные идолы мужского и женского пола, но несравненно меньших размеров, были найдены и в Аргунском округе.

## Интересные факты
- После принятия ислама, бездетные женщины продолжали приходить в храм богини[5]
- В 1985 году в честь богини Тушоли назван один из венцов Венеры (Tusholi Corona)[6].

.